# Virtex
Virtex es la família insígnia de les FPGAs desenvolupades per Xilinx, i solen ser programades en llenguatge de descripció del hardware com VHDL o Verilog, utilitzant software de Xilinx ISE o Vivado Design Suite.

## Arquitectura
La sèrie de FPGAs Virtex es basen en blocs lògics configurables (CLBs) on cada CLB es equivalent a múltiples portes ASIC. Cada CLB es compon de sectors que difereixen en la construcció en funció de la família Virtex.
A més a més, les FPGAs inclouen un bloc I/O de control de pins d'entrada en el chip Virtex, el qual suporta una gran varietat de normes de senyalització. Els pins d'entrada s'agrupen en bancs de I/O,i per defecte tots els pins es troben en mode “entrada” o “alta impedància”.
Per altra banda a més a més de la lògica FPGA configurable, també inclou hardware de funció fixa per als multiplicadors, la memòria, els nuclis del multiprocessador, la FIFO, els DSP, els controladors de PCI entre d'altres. 
Alguns membres de la família Virtex (com Virtex-5QX) estan disponibles en envasos resistents a la radiació per a aplicacions de l'espai exterior.

## Famílies

### Virtex-II
La família Virtex-II i Virtex-II pro es consideren dispositius heretats i no es recomanen per a ús en dissenys nous encara que són produïts per Xilinx per a dissenys existents.

### Virtex-IV
La família Virtex-IV  ha sigut utilitzada per a ALICE (A Larg Ion Collider Experiment) al laboratori europeu CERN per a analitzar les trajectòries de milers de partícules subatòmiques.
Aquesta família però, al igual que Virtex-II no es recomana per a nous dissenys.

### Virtex-V
La família Virtex-V inclou Virtex-V LX i LXT, els quals estan destinats a aplicacions de lògica intensiva, i el Virtex-V SXT destinat a aplicacions DSP.
A més a més la família Virtex-V va canviar la lògica LUT de quatre entrades a una de sis entrades, això va ser perquè la creixent complexitat de les funcions lògiques combinacionals requerides per al disseny SoC va provocar que les LUT de quatre entrades es convertissin en “Bottleneck” o coll d'ampolla.

### Virtex-VI
La família Virtex-VI es basa en un processador per a sistemes electrònics de càlcul intensiu. La companyia afirma que consumeix un 15% menys energia i que té un rendiment millorat en comparació amb la competència. 

### Virtex-VII
La família Virtex-VII se afirma que ofereix una millora del rendiment del sistemai un menor consum energètic en comparació amb la generació anterior de dispositius Virtex-VI. A més a més duplica l'ample de banda de memòria.

### Virtex-VII (3D)
El 2011, Xilinx va començar a enviar quantitat de mostres de la Virtex-7 2000T FPGA, que combina quatre FPGA més petits en un sol paquet, col·locant-los en un coixinet especial d'interconnexió de silici (anomenat interposer) per lliurar 6.800 milions de transistors en un únic xip gran. El interposador proporciona 10.000 rutes de dades entre les FPGA individuals (aproximadament 10 a 100 vegades més del que normalment estaria disponible en una placa) per crear una única FPGA. El 2012, utilitzant la mateixa tecnologia 3D, Xilinx va introduir els enviaments inicials de la seva Virtex-7 H580T FPGA, un dispositiu heterogeni, anomenat així perquè comprèn dos registres FPGA i un transceptor de 8 canals de 28 Gbit/s que moren en el mateix paquet.
Quan Xilinx va introduir noves FPGA 3D d'alta capacitat, inclosos els productes Virtex-7 2000T i Virtex-7 H580T, aquests dispositius van començar a superar la capacitat del programari de disseny de Xilinx, que va portar a la companyia a redissenyar completament el seu conjunt d'eines. El resultat va ser la introducció de la Vivado Design Suite, que redueix el temps necessari per a la lògica programable i el disseny d'E/S, i acelera la integració i implementació de sistemes en comparació amb el programari anterior.

### Virtex UltraScale
La Virtex UltraScale és una arquitectura de FPGA d'última generació, basada en un procesador de 20 nm, introduïda al maig de 2014. L'UltraScale és una "FPGA 3D" que conté fins 4,4 M de cel·les lògiques, i que utilitza fins a un 45% menys de potència davant generacions anteriors, i fins a un 50% menys de cost de la BOM.

### SoC
Les famílies Virtex-II Pro, Virtex-IV, Virtex-V i Virtex-VI FPGA, que inclouen fins a dos nuclis IBM PowerPC incrustats, estan orientats a les necessitats dels dissenyadors de sistema en xip (SoC).